# Jemaah Islamiyah
Jemaah Islamiah (em árabe: الجماعة الإسلامية, al-Jamāʿat ul-Islāmíyatu, "Congregação Islâmica", frequentemente abreviada como JI) é uma organização militante islâmica dedicada ao estabelecimento de um Daulah Islamiyah(califado islâmico regional) no Sudeste da Ásia incorporando a Indonésia, Malásia, sul das Filipinas, Singapura e Brunei. A Jemaah Islamiah foi adicionada à lista da Organização das Nações Unidas de organizações terroristas ligadas à Al-Qaeda ou ao Taliban em 25 de outubro de 2002, sob a Resolução 1267.
O seu ataque mais recente foi em Jacarta, na Indonésia, quando terroristas do grupo explodiram os hotéis Marriott Internacional e Ritz-Carlton, matando 11 pessoas e ferindo outras 53.